# Беззвучна двубърнена проходна съгласна
Беззвучната двубърнена проходна съгласна е вид съгласен звук, използван в някои говорими езици. В Международната фонетична азбука той се отбелязва със символа ɸ. Той е сходен с българския е звук, обозначаван с „ф“, но учленен с двете устни.
Беззвучната двубърнена проходна съгласна се използва в езици като непалски (वाफ, [bäɸ]), туркменски (fabrik, [ɸabrik]), японски (腐敗, [ɸɯhai]).